# 신일연
신일연(信逸然, 2005년 7월 17일 ~ )은 대한민국의 축구 선수이다. 포지션은 오른쪽 풀백, 오른쪽 윙어이다. 현재 선덜랜드 AFC 소속이다.